# Xuhui

Xuhui

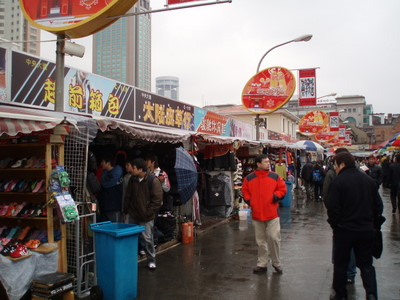
Xiangyang-Markt in Xuhui

Xuhui (chinesisch 徐匯區/徐汇区 Xúhuì Qū) ist einer der „inneren“ Stadtbezirke der chinesischen regierungsunmittelbaren Stadt Shanghai. Er hat 1.113.078 Einwohner (Stand: Zensus 2020) auf einer Fläche von 55,16 Quadratkilometern (davon 3,82 Quadratkilometer Wasserfläche). Die Bevölkerungsdichte beträgt 20.179 Einwohner pro Quadratkilometer. Die Stadtbezirksregierung hat ihren Sitz in der Caoxi Beilu (漕溪北路) Nr. 336.
Bis 1949 hieß der Stadtbezirk noch Xujiahui Qu (徐家汇区 = Bezirk der Familie Xu). Bis heute trägt das Gebiet um die zentrale Straßenkreuzung Xuhuis den Namen Xujiahui. Aus dieser Familie Xu stammte auch der chinesische Christ Xu Guangqi (徐光啟/徐光启), ein Schüler des berühmten italienischen Missionars Matteo Ricci.

## Administrative Gliederung
Auf Gemeindeebene setzt sich Xuhui aus zwölf Straßenvierteln und einer Großgemeinde zusammen. Diese sind:
- Straßenviertel Xujiahui (徐家汇街道), Regierungssitz des Stadtbezirks;
- Straßenviertel Caohejing (漕河泾街道);
- Straßenviertel Changqiao (长桥街道);
- Straßenviertel Fenglin Lu (枫林路街道);
- Straßenviertel Hongmei Lu (虹梅路街道);
- Straßenviertel Hunan Lu (湖南路街道);
- Straßenviertel Kangjian Xincun (康健新村街道);
- Straßenviertel Lingyun Lu (凌云路街道);
- Straßenviertel Longhua (龙华街道);
- Straßenviertel Tianlin (田林街道);
- Straßenviertel Tianping Lu (天平路街道);
- Straßenviertel Xietu Lu (斜土路街道);
- Großgemeinde Huajing (华泾镇).

## Nahverkehr
Shanghai Metro
- Line 1. Stationen: Jinjiang Park, Shanghai South Railway Station, Caobao Road, Shanghai Indoor Stadium, Xujiahui, Hengshan Road und Changshu Road
- Line 3. Stationen: Shanghai South Railway Station, Shilong Road, Longcao Road, Caoxi Road und Yishan Road
- Line 4. Stationen: Yishan Road und Shanghai Stadium
- Line 7. Stationen: Changshu Road, Zhaojiabang Road, Dong’an Road und Middle Longhua Road
- Line 9. Stationen: Caohejing Hi-Tech Park, Guilin Road, Yishan Road, Xujiahui, Zhaojiabang Road und Jiashan Road
- Line 10. Stationen: Jiaotong University und Shanghai Library
- Line 11. Stationen: Longyao Road, Yunjin Road, Longhua, Shanghai Swimming Center und Xujiahui